# Sōtarō Yasuda
Sotaro Yasuda (jap. 保田 聡太郎 Yasuda Sōtarō; 29 stycznia 1986) znany jako Sotaro (jap. 聡太郎 Sōtarō) – amerykański aktor pochodzenia japońskiego. Urodził się w Newport Beach w Kalifornii. Najbardziej znany z roli Kena Hisatsu/Geki Siekacz z serii Super Sentai Jūken Sentai Gekiranger.

## Filmografia
- 2005 W stronę słońca - Maitre D'
- 2006 Nishimura Kyōtaro Suspense Totsukawa Keibu Series 37 (jap. 西村京太郎サスペンス 十津川警部シリーズ37 特急『あずさ』殺人事件)
- 2007: Elite Yankee Saburou (jap.  エリートヤンキー三郎) - Yuzuru Fukushi
- 2007: Hotaru no Hikari (jap.  ホタルノヒカリ)
- 2007: Jūken Sentai Gekiranger (jap.  獣拳戦隊ゲキレンジャー) - Ken Hisatsu/Geki Siekacz
- 2008: Juken sentai Gekiranger vs. Boukenger
- 2015: Kamen Rider Ghost - Jabel